# Хускварна

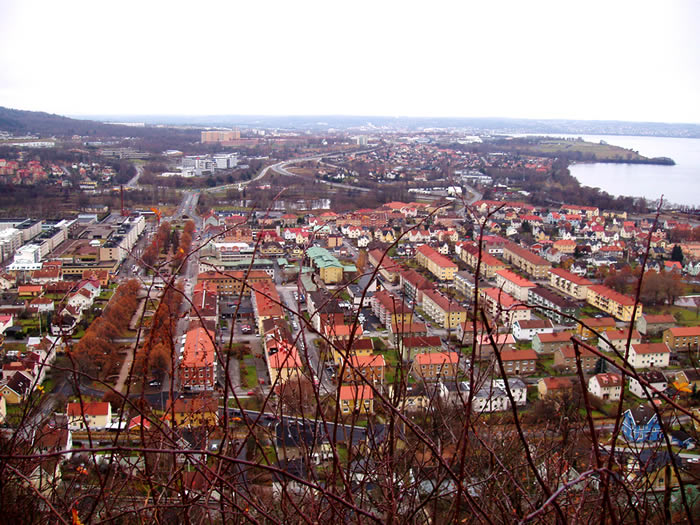
Вид на район

Хускварна (швед. Huskvarna) — район на востоке города Йёнчёпинг в Швеции. Ранее был отдельным историческим городом Швеции, однако в течение 1950-х слился с Йёнчёпингом и в 1971 году был к нему присоединён.

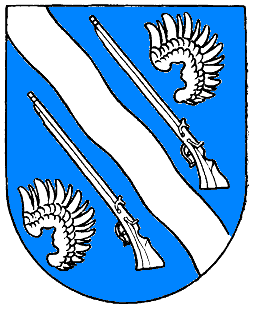
Герб города Хускварна

В 1680 году в городе была основана королевская оружейная мануфактура, а в 1757 завод перешёл к частным владельцам. Предприятие продолжило выпуск вооружения для шведской и норвежской армий, однако позднее перешло к выпуску швейных машинок и велосипедов. Теперь предприятие известно как Husqvarna — всемирно известный производитель оружия, мототехники, садового оборудования и бензопил.